# Ignacio Núñez Soler
Ignacio Núñez Soler (Asunción, Paraguay, 31 de julio de 1891-Ibid., 13 de octubre de 1983), cuyo verdadero nombre es Ignacio Soler Nuñez, fue un anarquista y artista plástico paraguayo.

## Infancia y juventud
Nació en Asunción el 31 de julio de 1891. Su padre fue el abogado y periodista Adolfo R. Soler, un eminente político del sector cívico dentro del liberalismo y uno de los grandes referentes de la revolución liberal de 1904.
Su madre fue la pilarense Ascensión Núñez a quien Ignacio tuvo un gran cariño y un mayor acercamiento, en cuyo homenaje decide cambiarse el orden de sus apellidos; anteponiendo el materno al paterno con el cual iría así a firmas todas sus obras.
Expresando con esto su ya vívida síntesis de inconformismo y rebeldía, rasgos éstos de su carácter que conservaría inveterados hasta su fallecimiento.

## Itinerario artístico
Se inició en la pintura de la mano de su hermano Tomás Soler, novel pintor y decorador , quien a su vez había aprendido con el francés Julio Mornet y el italiano Guido Boggiani, no obstante Ignacio comenzó pintando casas con brocha gorda utilizados para el blanqueos a cal.
Hasta que le llegó el tiempo de volar con su arte trazando los decorados que utilizaba en sus montajes teatrales el gran Julio Correa, el creador y afianzador del teatro en guaraní.
Sus obras reflejan un alto grado de compromiso social, pues representa en sus lienzos a la gente de su ciudad natal, en escenas de la vida cotidiana, en plazas y mercados etc.
Se casó con Herminia Rosa Blanc y dejó descendencia.
La primera exposición la hizo en 1931 en la Casa Argentina, según el mismo confesaba, "en su vida llegó a vender unos 800 cuadros". Se consideraba impresionista, "porque me gusta hacer lo que yo siento, lo que yo percibo".
Su arte naive adquirió características muy singulares, pues un “Núñez Soler” se distinguía a la distancia por sus rasgos personales, sobre todo cuando se trataba de una pintura sobre la ciudad de Asunción, urbe que conocía profundamente en todos sus recovecos y sobre todo en su variopinta geografía humana, imágenes de una ciudad que ya no existen se pueden encontrar en los cuadros de Núñez Soler, es por eso que también era conocido como “El pintor de Asunción”
Justamente a todo esto el conocido Ticio Escobar, referente obligado en la crítica y el estudio a profundidad de las artes visuales en el Paraguay escribe:
“La pintura de don Ignacio se constituye en un documento narrativo y minucioso de ese viejo carácter de la ciudad de Asunción de la primera mitad del siglo, irremisiblemente condenado por el desorden de una modernización súbita y refleja. Pero su testimonio está enredado con anécdotas personales y una fresca pero firme preocupación social y enfocado desde una óptica popular y suburbana, profundamente original, que le lleva a soluciones formales certeras y a una notable soltura expresiva. Estos complejos elementos hacen de la obra de Núñez Soler un caso único dentro del panorama de nuestra plástica; sus innumerables cuadros no deben ser considerados sólo por sus indiscutibles valores estéticos, sino como un fresco de gran parte de la historia de Paraguay que no ha sido recordada estéticamente, que nunca fue relatada ni pintada...”
A lo largo de su profesión ha estado presente en innumerables exposiciones, individuales y colectivas, e inclusive más allá de los límites del Paraguay: por ejemplo participó varias veces en las Bienales de San Pablo, Brasil, actualmente sus obras están expuestas en importantes museos de Argentina, Brasil, Uruguay, España, Estados Unidos y Alemania Lo que hace que sus pinturas adquieran un altísimo valor adquisitivo.

## Trayectoria política
Ignacio Núñez Soler también ha dejado el recuerdo de sus luchas sociales y sindicales y ha llegado a convertirse en uno de los primeros y principales referentes del anarquismo en el Paraguay.
A principios del siglo XX fue fundado el “Centro Cultural Rafael Barret” en cuyo interior llegó a poseer una magistral biblioteca que iba recopilando muchas obras de autores nacionales y de varios extranjeros. Siendo esta casa considerada como el hogar de los iniciales directores gremiales del Paraguay, de la cual Núñez Soler era un asiduo concurrente de la recordada biblioteca.
A finales de 1906 comienza su lucha sindical propiamente dicha formando parte de la Federación Obrera Regional Paraguaya, en ese entonces solo contaba con 15 años de edad, aunque en esa época su propio padre era Ministro de Hacienda, lo que evidencia aún más su doctrina revolucionaria, también sus hermanos tuvieron gran influencia en sus pensamientos, pues ellos ya estaban incorporados a los primeros movimientos sindicales que se formaron a principios de siglo, bajo el influjo de extranjeros como Luis Pozzo, José Bertotto y Pedro Gori, hasta que luego vendría el español Rafael Barret para dar más impulso a las reivindicaciones sociales. Barrett tuvi una vital importancia en la formación anarquista de Nuñez Soler.
En 1916 fundó junto con Leopoldo Ramos Giménez, Modesto Amarilla, Manuel Núñez y otros una entidad obrera denominada Primero de Mayo, cuya insignia social era una Bandera negra, símbolo clásico e histórico del anarquismo universal.
Sobre la base de esta organización se creó luego el “Centro Obrero Regional del Paraguay” (CORP), organización que ayudó a fundar en agosto del citado año, en su calidad de representante de la "Sociedad de Pintores Unidos". Entre los demás propulsores del CORP estaban: Leopoldo Ramos Giménez, Félix Cantalicio Aracuyú, Manuel Núñez, Lorenzo Martínez, Silvio González Medina, Neri Caballero, Cayetano Raimundi, Máximo Larrosa, Vicente Alvarenga, Leopoldo Ruiz, Juan Venider, Tomas Flecha, J. Cano, Francisco Florentín, Anacleto Meza, Eugenio Rueda, F. Artigas, Pedro Martínez, Lorenzo Martínez, Anselmo Vega, Juan G. Cardozo, Isidoro López, Martín Correa, Alfredo Benítez, Rodolfo Morales, Carlos Irala, Estanislao Méndez, Pedro Cataldi, J. Amarilla, Tomás Roa, Emilio Cutillo, Alejo Flecha y otros.
El Centro Obrero Regional del Paraguay pudo organizar filiales en casi todas las ciudades y pueblos de la república y contó con algunos voceros como: "El Combate" aparecido en 1919, "Renovación", "Protesta Humana" y "Prometeo"; este último apareció en el año 1914 y era dirigido por Leopoldo Ramos Giménez.
Ignacio Núñez Soler fue tres veces secretario del CORP, del sindicalismo Ignacio pasó al anarquismo “porque es un ideal que se acerca mucho al espíritu de Cristo” según sus propias palabras.
En 1929, con un grupo de dirigentes obreros y estudiantiles, firmó el manifiesto Al avance de la dictadura cedió el último soporte de la libertad.
Él no llegó a formar parte del grupo que sustentó el "Nuevo Ideario Nacional", bajo cuya invocación Obdulio Barthe y varios anarquistas más tomaron la ciudad de Encarnación, el 20 de febrero de 1931.
Ya en la década de los 30 cuando comenzó a ser más conocido como artista sufrió confinamiento, encarcelamiento y destierros, 'tres o cuatro veces' según dice. Siempre permaneció fiel a sus ideales anarquistas y sindicalistas, lo que llevó a tener duros enfrentamientos ideológicos con Obdulio Barthe y Oscar Creydt, quienes tras su iniciación en el anarquismo se pasaron luego a las filas del comunismo.
Como una especie de memoria de su vida sindical y anrquista, durante muchos años escribió, ayudado a veces por Ciriaco Duarte; otro destacado intelectual y anarcosindicalista, un libro autobiográfico titulado "Evocaciones de un sindicalista revolucionario" editado en 1980.
Ignacio Núñez Soler, quien hasta pocos años antes de su muerte trabajaba pacientemente en sus pinturas en su estudio de la calle Independencia Nacional N° 828, luego que comenzó a tener problemas con la vista para finalmente fallecer en su querida Asunción el 13 de octubre de 1983, a los 92 años de edad.